# L'amore è femmina (Out of Love)
L'amore è femmina (Out of Love) è un brano musicale del 2012 composto da Christian Rabb, Kristoffer Sjökvist, Frida Molander, Charlie Mason e Nina Zilli ed eseguito per la prima volta da quest'ultima nell'ambito della partecipazione italiana all'Eurovision Song Contest 2012 a Baku.
Detto brano — prodotto da Michele Canova Iorfida — dà anche il titolo all'omonimo album nel quale è incluso, del quale costituisce la sesta traccia, e fu pubblicato in due versioni: una, eseguita prevalentemente in inglese, fu quella presentata all'Eurofestival dall'artista, e una in italiano, su cui si basa il videoclip relativo e che fa parte del citato album.

## Il brano
Il brano è frutto della collaborazione di un gruppo di lavoro multinazionale: il testo in italiano, infatti, è della stessa Nina Zilli mentre testo in inglese e musica sono opera dello statunitense Charlie Mason e degli svedesi Christian Rabb, Kristoffer Sjökvist e Frida Molander.
Il nucleo originale della canzone fu inviato dal Regno Unito al manager di Nina Zilli, Fabrizio Giannini, che lo propose alla cantante; questa, attratta dalle sonorità blues anni sessanta della melodia, ne riadattò il testo e le diede il titolo che poi divenne anche quello dell'album in cui fu inclusa, uscito in contemporanea alla partecipazione dell'artista al 62º Festival di Sanremo, al quale aveva partecipato con Per sempre, anch'essa tratta da tale album.
Proprio Per sempre era la canzone con la quale Nina Zilli avrebbe dovuto, inizialmente, rappresentare l'Italia alla rassegna canora europea, ma la casa discografica Universal preferì puntare su L'amore è femmina , il cui sound era ritenuto più internazionale e adatto a una competizione continentale.
La versione presentata in gara all'Eurofestival 2012 è quasi completamente in inglese, lasciando in italiano solo la prima linea di ogni refrain e la coda; a Baku la canzone si classificò al nono posto finale con 101 punti.
Il videoclip ufficiale si basa sulla versione italiana del brano; diretto da Cosimo Alemà, esso è ambientato al Palazzo dei Congressi di Roma ed esordì in rete il 7 maggio 2012 per la rivista Max su Gazzetta TV.
Sulla scena Zilli è accompagnata da sei ballerini.
Come singolo, L'amore è femmina raggiunse la quarantesima posizione della Top Singoli alla fine di maggio 2012; l'album omonimo in cui era contenuta giunse fino all'undicesimo posto, tenuto per due settimane.
La versione inglese fu, anche, inclusa nella compilation di brani dell'edizione 2012 dell'Eurofestival.
Tale album ebbe il suo picco nelle classifiche austriache (terzo posto e 8 settimane di permanenza), ed ebbe buoni riscontri in Svizzera (quarto posto, 5 settimane) e Norvegia (quarto posto, sei settimane) con una breve puntata anche in Australia (quindicesimo posto, una settimana).